# موسیقی سلتیک

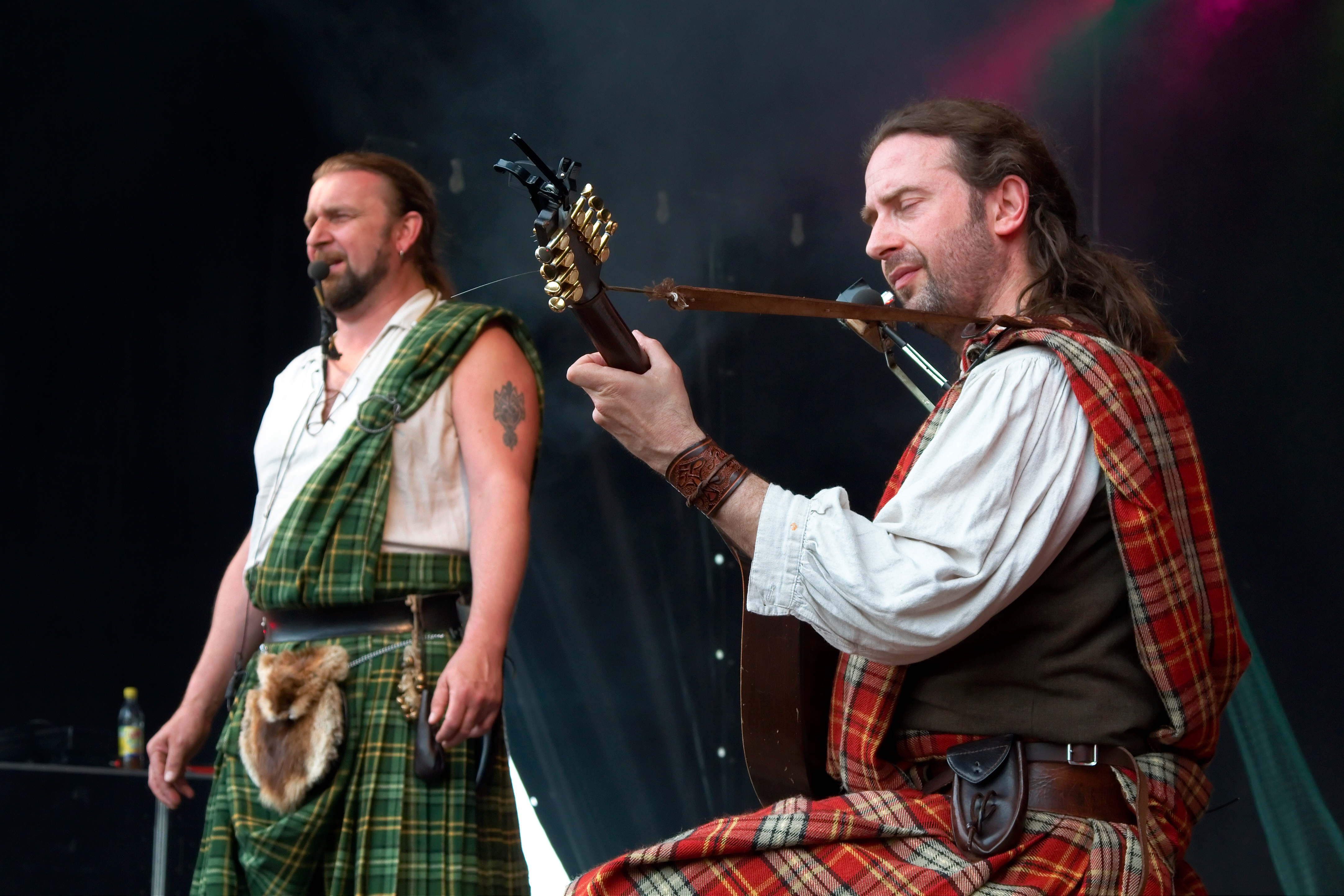
اجرای موسیقی سلتیک در سال ۲۰۱۰

موسیقی سلتیک عنوان گروه وسیعی از ژانرهای موسیقی منشعب از موسیقی سنتی سلت‌های اروپای غربی می‌باشد.

## شرح و تعریف

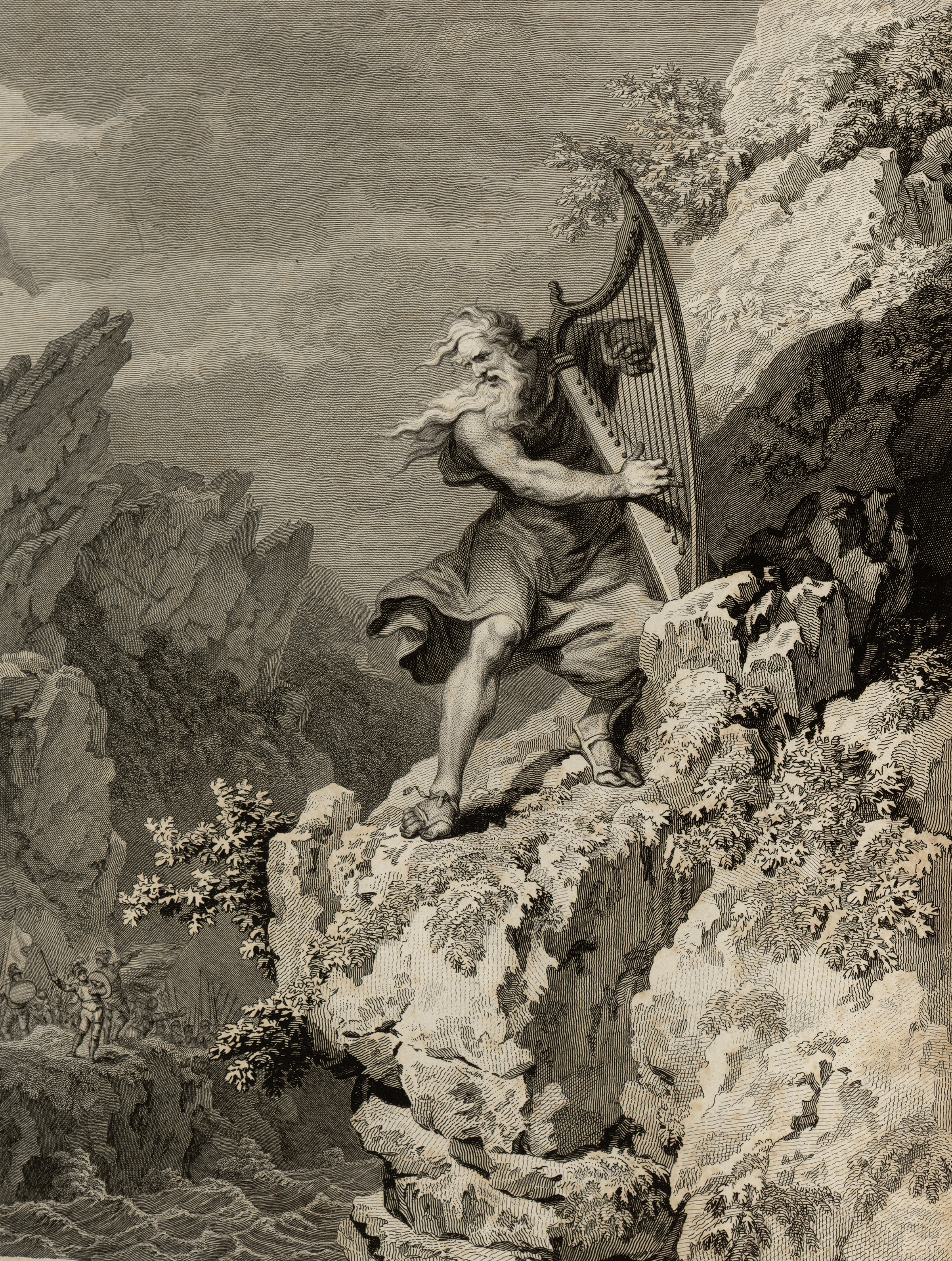
یک نقاشی از قرن ۱۸ که کاهنی سلتیک را در حال نواختن چنگ نمایش می‌دهد.

موسیقی سلتیک اساساً با دو چیز مفهوم پیدا می‌کند. اول اینکه این موسیقی مردمی است که خود را به عنوان سلت‌ها معرفی کرده‌اند و در درجه دوم اشاره دارد به هر گونه ویژگی که می‌تواند مختص به موسیقی اقوام سلتیک باشد. بسیاری از موسیقی‌دانان برجسته این سبک از جمله آلان استیول و پدی مولونی ادعا می‌کنند که ژانرهای مختلف موسیقی سلتیک نقاط مشترک بسیاری با هم دارند.
واژه موسیقی سلتیک معمولاً برای معرفی موسیقی ایرلند و اسکاتلند به کار برده می‌شود، چرا که هر دو سرزمین نقش بزرگی در پیدایش سبک‌هایی مشهور و متمایز از این نوع موسیقی داشته‌اند. این سبک‌ها در واقع شباهت‌هایی بنیادی داشته و به وضوح تاثیراتی متقابل بر یکدیگر دارند.
استقلال ایرلند از بریتانیا  به ایرلندی ها این فرصت را داد تا موسیقی سلتیک را به عنوان محصولی منحصر به ایرلند ترویج کنند، اما باید توجه داشت که این نامگذاری سرزمینی تنها تعریفی جغرافیایی مدرن برای مردمی است که همگی دارای تباری مشترک بوده و در نتیجه سبک موسیقی مشترکی را به ارث برده‌اند.